# إدي كولينز
إدي كولينز (بالإنجليزية: Eddie Collins)‏ (و. 1883 – 1940 م) هو ممثل، من الولايات المتحدة الأمريكية، ولد في اتلانتيك سيتي، توفي في أركاديا، لوس أنجليس، كاليفورنيا، عن عمر يناهز 57 عاماً.

## وصلات خارجية
- إدي كولينز على موقع IMDb (الإنجليزية)
- إدي كولينز على موقع أول موفي (الإنجليزية)
- إدي كولينز على موقع قاعدة بيانات الأفلام السويدية (السويدية)
- إدي كولينز على موقع قاعدة بيانات الفيلم (الإنجليزية)
- إدي كولينز على موقع كينوبويسك (الروسية)